# José Mauro de Vasconcelos
Pour les articles homonymes, voir De Vasconcelos.
Ne doit pas être confondu avec José Vasconcelos ou José Maria Botelho de Vasconcelos.
Œuvres principales
- Mon bel oranger
- Allons réveiller le soleil
- Le Palais Japonais

José Mauro de Vasconcelos (né le 26 février 1920 à Bangu, quartier populaire de Rio de Janeiro et mort le 24 juillet 1984, à 64 ans, à São Paulo) est un écrivain brésilien.
Il est l'auteur de Mon bel oranger, inspiré de son enfance difficile et devenu un classique de la littérature enfantine, Allons réveiller le soleil, Le Palais japonais, ainsi que d'une quinzaine de romans et de récits. Sportif et voyageur, il a pratiqué de nombreux métiers, notamment dans le monde du cinéma et de la télévision.

## Biographie
José Mauro de Vasconcelos est issu d'une mère indienne et d'un père portugais. Sa famille est très pauvre, d'autant plus que les enfants sont nombreux. C'est pourquoi il est envoyé vivre auprès de son oncle, dans la ville de Natal, capitale de l'état Rio Grande do Norte. C'est également dans cette ville qu'il commencera des études supérieures de médecine. Au bout de deux ans, il interrompt pourtant ses études pour retourner vivre à Rio de Janeiro, où il exerce de nombreux petits boulots : entraîneur de boxe, modèle vivant, cueilleur de bananes, serveur de nuit… C'est grâce à l'obtention d'une bourse auprès d'une université espagnole qu'il peut reprendre ses études et voyager en Europe.
Âgé de 22 ans, il revient au Brésil et travaille pour les frères Villas-Bôas, avec qui il défend la cause des indigènes. C'est à ce moment qu'il décide d'écrire son premier roman, Banana Brava. Ses premières œuvres sont suivies d'un certain succès et d'un engouement de la critique, mais c'est avec Mon bel oranger, paru en 1968, qu'il connaît un véritable succès sur la scène littéraire brésilienne puis internationale. Aujourd'hui, c'est l'une des œuvres brésiliennes les plus diffusées dans le monde. Elle a été adaptée au cinéma par Marcos Bernstein en 2012.

## Œuvres
- 1942 : Banana Brava
- 1945 : Barro Blanco
- 1949 : Longe da Terra
- 1951 : Vazante
- 1953 : Arara Vermelha
- 1955 : Arraia de Fogo
- 1962 : Rosinha, Minha Canoa
  - Traduction française : Rosinha mon canoë, éditions Stock, 1969, traduit par Alice Raillard,  (ISBN 2-234-00164-1), 285 pages
- 1963 : Doidão
- 1964 : O Garanhão das Praias
- 1964 : Coração de Vidro
- 1966 : As Confissões de Frei Abóbora
- 1968 : O Meu Pé de Laranja Lima
  - Traduction française : Mon bel oranger, Le livre de poche jeunesse, 1992.
- 1969 : Rua Descalça
- 1969 : O Palácio Japonês
  - Traduction française : Le Palais japonais, Le livre de poche jeunesse, 2002.
- 1970 : Farinha Órfã
- 1972 : Chuva Crioula
- 1973 : O Veleiro de Cristal
- 1974 : Vamos Aquecer o Sol
  - Traduction française : Allons réveiller le soleil. Le livre de poche jeunesse, 2002